# Steffen Hamann
Steffen Ewald Hamann (Bamberga, 14 giugno 1981) è un ex cestista tedesco.

## Carriera
Nella prima parte della stagione 2006-07 ha fatto parte del roster della Fortitudo Bologna.
Con la Germania ha disputato i Giochi olimpici di Pechino 2008, due edizioni dei Campionati mondiali (2006, 2010) e quattro dei Campionati europei (2003, 2007, 2009, 2011).

## Palmarès
- Campionato tedesco: 3

Brose Bamberg: 2004-05, 2006-07
Bayern Monaco: 2013-14
- Coppa di Germania: 1

Alba Berlino: 2009
- Supercoppa tedesca: 2

Brose Bamberg: 2007
Alba Berlino: 2008